# Boefje

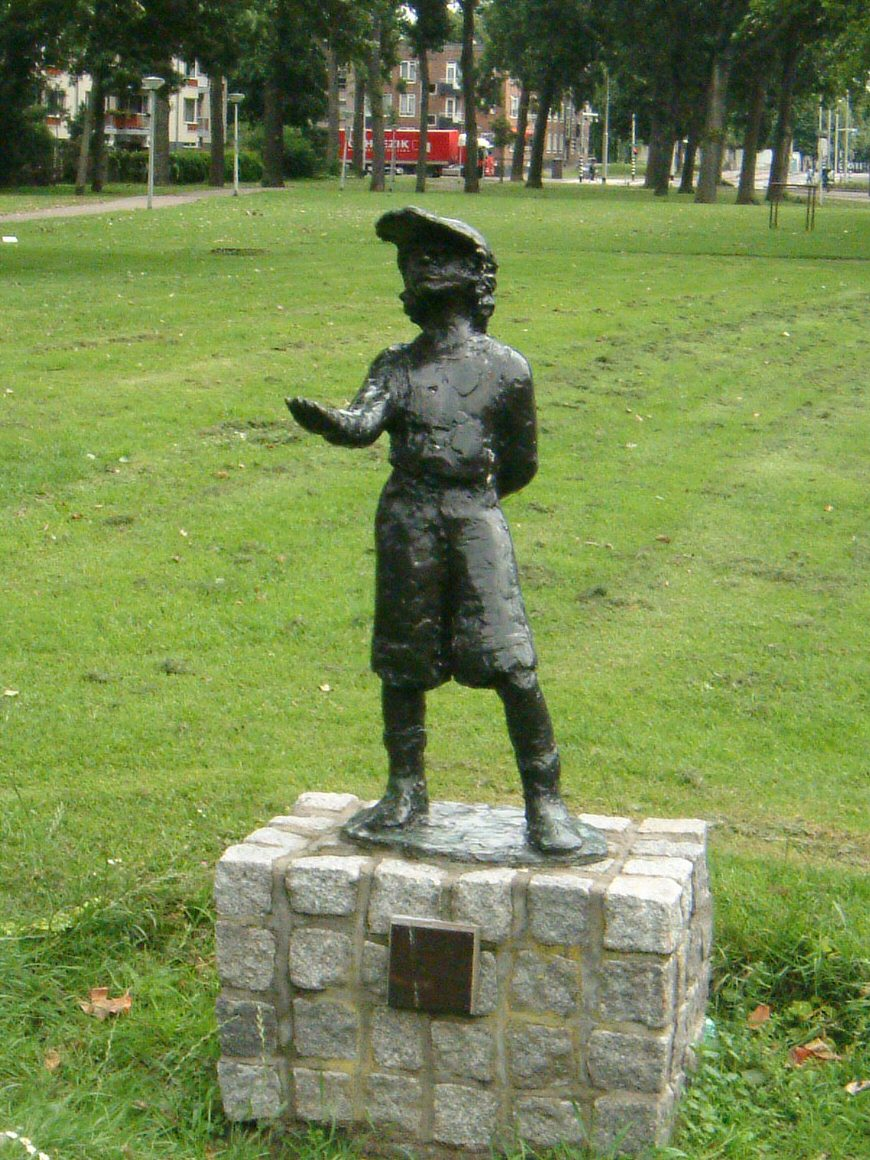
Boefje op de Warande.

Boefje is een jongensboek uit 1903, geschreven door de Rotterdamse journalist Marie Joseph Brusse. In 1922 bewerkte hij het verhaal tot toneelstuk. Dit werd in 1939 de eerste Nederlandse verfilming van een jeugdboek. In 1941 werden er in Rotterdam delen uitgeknipt door de Duitsers. In het begin van de film waren namelijk de Mariniers te zien. Dit zorgde in de bioscoop voor veel applaus van het Rotterdams publiek en voor irritatie van de Duitsers. De film is internationaal bekend onder de titel Wilton's Zoo.

## Achtergrond
Boefje heeft eenzelfde soort verhaallijn als de later verfilmde kinderboeken Kruimeltje, Pietje Bell en Ciske de Rat. Deze gaan over jongens die in een moeilijke situatie leven en aandacht-vragende streken uithalen.
Als verslaggever van de Nieuwe Rotterdamsche Courant beschikte Brusse over praktijkervaring met justitie, rechtsgang en reclassering. Hij verzorgde een eigen rubriek "Onder de menschen" die hij vormgaf met zijn maatschappelijk engagement. In 1901 kreeg hij de voogdij over "een of ander van het anker geslagen knaap" van de jeugdzorgvereniging Pro Juventute. Hij was bevriend met jongens als Boefje, en vermengde zijn ervaringen als documentaire met sociale kritiek, sentiment en avontuur. De taal van de straat die hij daarbij gebruikte, is in de loop van de 20e eeuw sterk veranderd, waardoor sommige uitdrukkingen zoals belam niet meer vanzelf spreken.
Brusse verhaalt over de kwajongensstreken van Jan Grovers en zijn vriend Pietje Puk, die in de havens van Rotterdam de boel op stelten zetten. De ik-figuur (Brusse zelf, maar in de verfilming een pastoor) neemt Jan alias Boefje onder zijn hoede omdat hij te midden van alle narigheid iets goeds in de jongen ziet en dat in hem naar boven wil halen.
Het boek bleef lange tijd zeer populair. De 13e druk verscheen in 1915, de 18e in 1938, de 20e in 1950. Het was de eerste publicatie van W.L. & J. Brusse's Uitgeversmaatschappij (broers van de schrijver), en het succes stelde ze in staat om ook minder goed verkopende auteurs met grotere literaire pretenties te onderhouden. Ook het toneelstuk, met dialogen geschreven door Brusse en Jaap van der Poll, trok volle zalen in de productie van het Vereenigd Rotterdamsch-Hofstad Tooneel onder regie van Cor van der Lugt Melsert. Voor de 500e uitvoering schreef Brusse in 1935 een gedenkboekje Vijfhonderd boefjes. Het succes werd voor een deel toegeschreven aan de bijzondere vertolking van de titelrol door actrice Annie van Ees, de vrouw van Cor van der Lugt Melsert.
De verfilming werd ambitieus opgezet. Het scenario werd in samenwerking met Brusse en anderen geschreven door Carl Zuckmayer. Voor de regie werd de eveneens uit Duitsland gevluchte Detlef Sierck gevraagd. Hij heeft de première in het Amsterdamse City Theater niet afgewacht, maar vertrok op de laatste opnamedag naar de Verenigde Staten, en boekte later successen met melodramatische films onder de naam Douglas Sirk. De straatjes en stegen van het vooroorlogse Rotterdam werden nagebouwd in de studio van Filmstad Wassenaar. De hoofdrol was voor Annie van Ees, inmiddels 45 en zelf moeder van een zoon Cor.

## Beeld

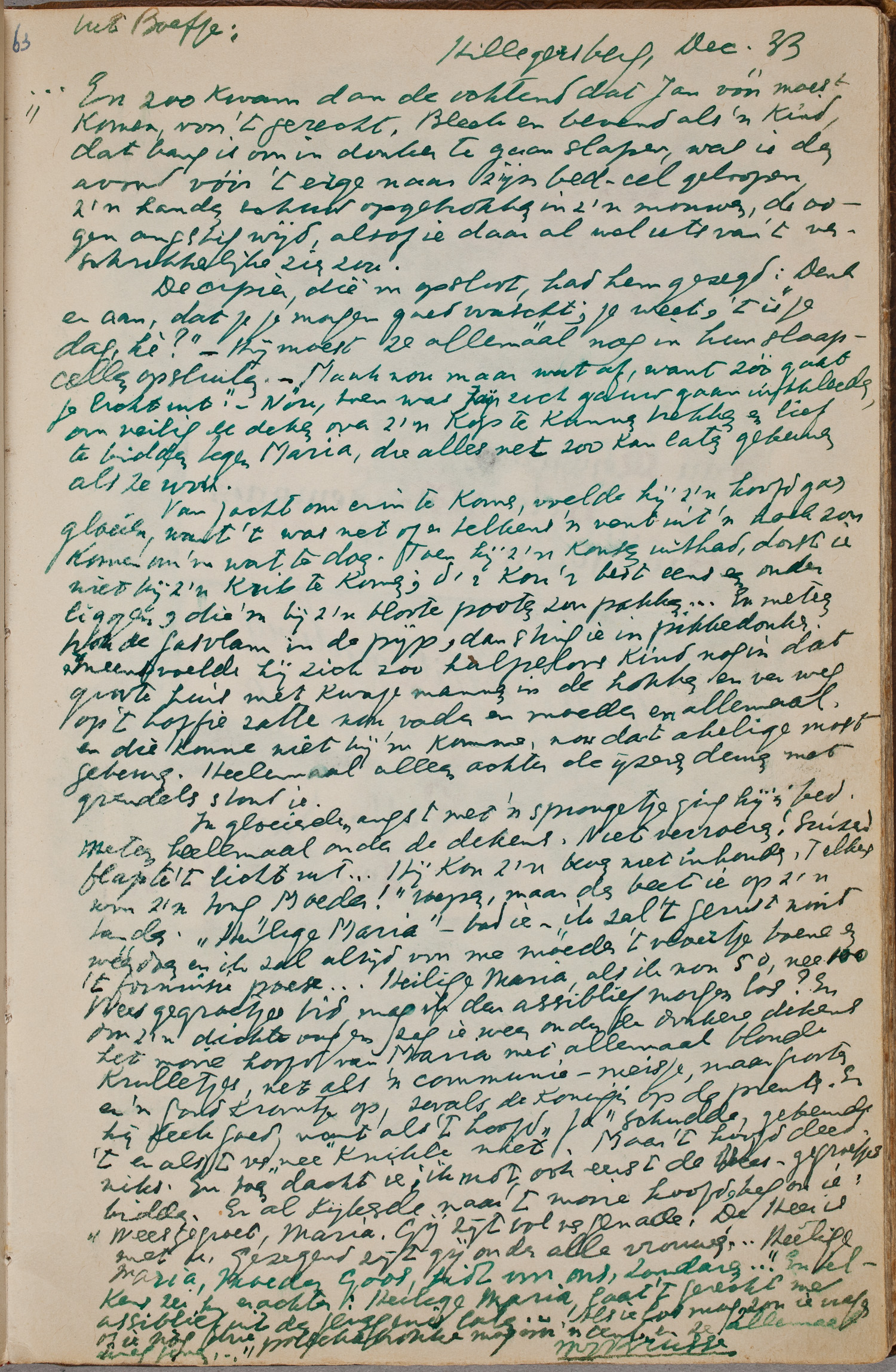
Handschrift van Brusse (1933)

De eerste uitgave van het boek was geïllustreerd met pentekeningen van Henk Meyer, afgezien van de prent op de titelpagina door Théophile-Alexandre Steinlen. Alle volgende verbeeldingen zijn daarop gebaseerd. In 1906 verscheen een speciale uitgave met getekende initiaalletters en 14 lithografieën vervaardigd door Dirk Nijland.
In 1941 werd het Minervahuis aan de Rotterdamse Meent op de hoek met de Westewagenstraat opgeleverd, de eerste nieuwbouw in het weggebombardeerde centrum, met zeven beelden van Johan van Berkel in de gevel die herinneren aan het verloren stadshart. Boefje staat er nonchalant bij.
Op 14 maart 1980 onthulde burgemeester André van der Louw een bronzen beeld van een bedelend Boefje, gemaakt door beeldhouwster Tineke Slingerland-Nusink in opdracht van RSV Sanctus Laurentius ter gelegenheid van het 13e lustrum, op de Warande ter hoogte van de Brussestraat.